# Senatori della XIX legislatura della Repubblica Italiana
Questo elenco riporta i nomi dei senatori della XIX legislatura della Repubblica Italiana dopo le elezioni politiche del 2022, in base alla lista di nella quale sono stati eletti.
La lista degli eletti è stata confermata dal verbale dall'Ufficio elettorale centrale nazionale, presso la Corte suprema di cassazione, che in data 8 ottobre 2022 ha concluso il processo di assegnazione dei seggi.

## Consistenza del gruppi
| Gruppo | Inizio legislatura | Inizio legislatura | Inizio legislatura | Fine 2022 | Fine 2023 | Fine 2024 | 2025 (attuale) |
| Gruppo | Eletti             | A vita             | Totale             | Fine 2022 | Fine 2023 | Fine 2024 | 2025 (attuale) |
| --- | ------------------ | ------------------ | ------------------ | --------- | --------- | --------- | -------------- |
| Fratelli d'Italia (FDI) | 63                 | –                  | 63                 | 63        | 63        | 63        | 63             |
| Partito Democratico - Italia Democratica e Progressista (PD-IDP)                                                                                | 38                 | –                  | 38                 | 38        | 37        | 37        | 36             |
| Lega per Salvini Premier - Partito Sardo d'Azione (LSP-PSd'Az)                                                                                  | 29                 | –                  | 29                 | 29        | 29        | 29        | 29             |
| Movimento 5 Stelle (M5S) | 28                 | –                  | 28                 | 28        | 28        | 25        | 26             |
| Forza Italia - Berlusconi Presidente - PPE (FI-BP-PPE)                                                                                          | 18                 | –                  | 18                 | 18        | 18        | 20        | 20             |
| Civici d'Italia-UDC-Noi Moderati (Noi con l'Italia, Coraggio Italia, Italia al Centro)-MAIE-Centro Popolare (Cd'I-UDC-NM (NcI,CI, IaC)-MAIE-CP) | 6                  | –                  | 6                  | 6         | 6         | 8         | 8              |
| Italia Viva - Il Centro - Renew Europe (IV-C-RE)                                                                                                | 9                  | –                  | 9                  | 9         | 7         | 7         | 8              |
| Per le Autonomie (SVP-PATT, Campobase, Sud chiama Nord) (Aut (SVP-Patt, Cb, SCN)                                                                | 5                  | 2                  | 7                  | 8         | 6         | 6         | 6              |
| Misto | 4                  | 3                  | 7                  | 7         | 11        | 9         | 9              |
| • Alleanza Verdi e Sinistra (AVS) | 4                  | –                  | 4                  | 4         | 4         | 4         | 4              |
| • Azione-Renew Europe (Az-RE) | –                  | –                  | –                  | –         | 4         | 2         | 4              |
| • Non iscritti (NI) | –                  | 3                  | 3                  | 3         | 3         | 3         | 3              |
| Senatori non appartenenti a gruppi | 1                  | –                  | –                  | –         | –         | –         | –              |
| Vacanti | –                  | –                  | –                  | –         | –         | 1         | –              |
| Totale | 200                | 6                  | 206                | 206       | 205       | 204       | 205            |

## Composizione storica
| Nominativo                         | Circoscrizione        | Collegio plurinominale     | Collegio uninominale                         | Lista/gruppo di elezione       | Gruppo (partito) | Gruppo (partito)                    |
| ---------------------------------- | --------------------- | -------------------------- | -------------------------------------------- | ------------------------------ | ---------------- | ----------------------------------- |
| Maria Elisabetta Alberti Casellati | Basilicata            | Basilicata - 01            | 01 - Potenza                                 | Centro-destra                  |                  | FI-BP-PPE                           |
| Alessandro Alfieri                 | Lombardia             | Lombardia - 01             | Proporzionale                                | PD-IDP                         |                  | PD-IDP                              |
| Vincenza Aloisio                   | Campania              | Campania - 01              | Proporzionale                                | M5S                            |                  | M5S                                 |
| Paola Ambrogio                     | Piemonte              | Piemonte - 01              | 02 - Moncalieri                              | Centro-destra                  |                  | FDI                                 |
| Bartolomeo Amidei                  | Veneto                | Veneto - 01                | Proporzionale                                | FDI                            |                  | FDI                                 |
| Renato Ancorotti                   | Lombardia             | Lombardia - 03             | Proporzionale                                | FDI                            |                  | FDI                                 |
| Bruno Astorre                      | Lazio                 | Lazio - 02                 | Proporzionale                                | PD-IDP                         |                  | PD-IDP                              |
| Andrea Augello                     | Lazio                 | Lazio - 02                 | Proporzionale                                | FDI                            |                  | FDI                                 |
| Alberto Balboni                    | Emilia-Romagna        | Emilia-Romagna - 02        | 04 - Ravenna                                 | Centro-destra                  |                  | FDI                                 |
| Alberto Barachini                  | Lombardia             | Lombardia - 02             | Proporzionale                                | FI                             |                  | FI-BP-PPE                           |
| Michele Barcaiuolo                 | Emilia-Romagna        | Emilia-Romagna - 01        | Proporzionale                                | FDI                            |                  | FDI                                 |
| Lorenzo Basso                      | Liguria               | Liguria - 01               | Proporzionale                                | PD-IDP                         |                  | PD-IDP                              |
| Alfredo Bazoli                     | Lombardia             | Lombardia - 03             | Proporzionale                                | PD-IDP                         |                  | PD-IDP                              |
| Giorgio Maria Bergesio             | Piemonte              | Piemonte - 02              | 05 - Cuneo                                   | Centro-destra                  |                  | LSP-PSd'Az                          |
| Silvio Berlusconi                  | Lombardia             | Lombardia - 01             | 06 - Monza                                   | Centro-destra                  |                  | FI-BP-PPE                           |
| Anna Maria Bernini                 | Veneto                | Veneto - 02                | 03 - Padova                                  | Centro-destra                  |                  | FI-BP-PPE                           |
| Giovanni Berrino                   | Liguria               | Liguria - 01               | 01 - Genova: Municipio VII - Ponente         | Centro-destra                  |                  | FDI                                 |
| Dolores Bevilacqua                 | Sicilia               | Sicilia - 01               | 01 - Palermo                                 | M5S                            |                  | M5S                                 |
| Michaela Biancofiore               | Trentino-Alto Adige   | –                          | 02 - Rovereto                                | Centro-destra (FDI-FI-NM-LSP)  |                  | CdI-NM (UdC-CI-NcI-IaC)-MAIE (CI)   |
| Anna Bilotti                       | Campania              | Campania - 02              | Proporzionale                                | M5S                            |                  | M5S                                 |
| Mara Bizzotto                      | Veneto                | Veneto - 02                | 04 - Vicenza                                 | Centro-destra                  |                  | LSP-PSd'Az                          |
| Francesco Boccia                   | Puglia                | Puglia - 01                | Proporzionale                                | PD-IDP                         |                  | PD-IDP                              |
| Giulia Bongiorno                   | Lazio                 | Lazio - 01                 | 03 - Roma: Municipio V                       | Centro-destra                  |                  | LSP-PSd'Az                          |
| Mario Borghese                     | Estero                | –                          | –                                            | MAIE                           |                  | CdI-NM (UdC-CI-NcI-IaC)-MAIE (MAIE) |
| Stefano Borghesi                   | Lombardia             | Lombardia - 03             | 08 - Brescia                                 | Centro-destra                  |                  | LSP-PSd'Az                          |
| Claudio Borghi                     | Toscana               | Toscana - 01               | Proporzionale                                | LSP                            |                  | LSP-PSd'Az                          |
| Enrico Borghi                      | Piemonte              | Piemonte - 02              | Proporzionale                                | PD-IDP                         |                  | PD-IDP                              |
| Lucia Borgonzoni                   | Emilia-Romagna        | Emilia-Romagna - 02        | Proporzionale                                | LSP                            |                  | LSP-PSd'Az                          |
| Carmela Bucalo                     | Sicilia               | Sicilia - 01               | Proporzionale                                | FDI                            |                  | FDI                                 |
| Alessio Butti                      | Lombardia             | Lombardia - 01             | Proporzionale                                | FDI                            |                  | FDI                                 |
| Nicola Calandrini                  | Lazio                 | Lazio - 02                 | Proporzionale                                | FDI                            |                  | FDI                                 |
| Roberto Calderoli                  | Lombardia             | Lombardia - 03             | Proporzionale                                | LSP                            |                  | LSP-PSd'Az                          |
| Carlo Calenda                      | Sicilia               | Sicilia - 01               | Proporzionale                                | Az-IV                          |                  | Az-IV-RE (Az)                       |
| Susanna Donatella Campione         | Toscana               | Toscana - 01               | Proporzionale                                | FDI                            |                  | FDI                                 |
| Susanna Camusso                    | Campania              | Campania - 02              | Proporzionale                                | PD-IDP                         |                  | PD-IDP                              |
| Gianluca Cantalamessa              | Campania              | Campania - 02              | Proporzionale                                | LSP                            |                  | LSP-PSd'Az                          |
| Maria Cristina Cantù               | Lombardia             | Lombardia - 01             | Proporzionale                                | LSP                            |                  | LSP-PSd'Az                          |
| Pier Ferdinando Casini             | Emilia-Romagna        | Emilia-Romagna - 02        | 03 - Bologna                                 | Centro-sinistra                |                  | PD-IDP (CpE)                        |
| Guido Castelli                     | Marche                | Marche - 01                | Proporzionale                                | FDI                            |                  | FDI                                 |
| Maria Domenica Castellone          | Campania              | Campania - 01              | 05 - Giugliano in Campania                   | M5S                            |                  | M5S                                 |
| Francesco Castiello                | Campania              | Campania - 02              | Proporzionale                                | M5S                            |                  | M5S                                 |
| Roberto Cataldi                    | Marche                | Marche - 01                | Proporzionale                                | M5S                            |                  | M5S                                 |
| Elena Cattaneo                     | A vita                | –                          | –                                            | –                              |                  | Aut (SVP-Patt, Cb, SCN)             |
| Gian Marco Centinaio               | Lombardia             | Lombardia - 02             | 10 - Pavia                                   | Centro-destra                  |                  | LSP-PSd'Az                          |
| Luca Ciriani                       | Friuli-Venezia Giulia | Friuli-Venezia Giulia - 01 | 01 - Trieste                                 | Centro-destra                  |                  | FDI                                 |
| Giulia Cosenza                     | Campania              | Campania - 02              | 02 - Benevento                               | Centro-destra                  |                  | FDI                                 |
| Carlo Cottarelli                   | Lombardia             | Lombardia - 02             | Proporzionale                                | PD-IDP                         |                  | PD-IDP                              |
| Stefania Craxi                     | Sicilia               | Sicilia - 01               | 03 - Gela                                    | Centro-destra                  |                  | FI-BP-PPE                           |
| Andrea Crisanti                    | Estero                | –                          | –                                            | PD-IDP                         |                  | PD-IDP                              |
| Marco Croatti                      | Emilia-Romagna        | Emilia-Romagna - 02        | Proporzionale                                | M5S                            |                  | M5S                                 |
| Ilaria Cucchi                      | Toscana               | Toscana - 01               | 04 - Firenze                                 | Centro-sinistra                |                  | Misto/AVS                           |
| Concetta Damante                   | Sicilia               | Sicilia - 01               | Proporzionale                                | M5S                            |                  | M5S                                 |
| Dario Damiani                      | Puglia                | Puglia - 01                | Proporzionale                                | FI                             |                  | FI-BP-PPE                           |
| Luca De Carlo                      | Veneto                | Veneto - 01                | 02 - Treviso                                 | Centro-destra                  |                  | FDI                                 |
| Giuseppe De Cristofaro             | Lazio                 | Lazio - 01                 | Proporzionale                                | AVS                            |                  | Misto/AVS (SI)                      |
| Antonio De Poli                    | Marche                | Marche - 01                | 02 - Ancona                                  | Centro-destra                  |                  | CdI-NM (UdC-CI-NcI-IaC)-MAIE (UdC)  |
| Andrea De Priamo                   | Lazio                 | Lazio - 01                 | Proporzionale                                | FDI                            |                  | FDI                                 |
| Raffaele De Rosa                   | Campania              | Campania - 01              | 07 - Acerra                                  | M5S                            |                  | M5S                                 |
| Cecilia D'Elia                     | Lazio                 | Lazio - 01                 | Proporzionale                                | PD-IDP                         |                  | PD-IDP                              |
| Costanzo Della Porta               | Molise                | Molise - 01                | Proporzionale                                | FDI                            |                  | FDI                                 |
| Graziano Delrio                    | Emilia-Romagna        | Emilia-Romagna - 01        | Proporzionale                                | PD-IDP                         |                  | PD-IDP                              |
| Gabriella Di Girolamo              | Abruzzo               | Abruzzo - 01               | Proporzionale                                | M5S                            |                  | M5S                                 |
| Marco Dreosto                      | Friuli-Venezia Giulia | Friuli-Venezia Giulia - 01 | Proporzionale                                | LSP                            |                  | LSP-PSd'Az                          |
| Claudio Durigon                    | Lazio                 | Lazio - 02                 | 01 - Viterbo                                 | Centro-destra                  |                  | LSP-PSd'Az                          |
| Meinhard Durnwalder                | Trentino-Alto Adige   | –                          | 06 - Bressanone                              | SVP-PATT                       |                  | Aut (SVP-Patt, Cb, SCN) (SVP)       |
| Anna Maria Fallucchi               | Puglia                | Puglia - 01                | 01 - Foggia                                  | Centro-destra                  |                  | FDI                                 |
| Marta Farolfi                      | Emilia-Romagna        | Emilia-Romagna - 02        | 05 - Rimini                                  | Centro-destra                  |                  | FDI                                 |
| Giovanbattista Fazzolari           | Puglia                | Puglia - 01                | Proporzionale                                | FDI                            |                  | FDI                                 |
| Claudio Fazzone                    | Lazio                 | Lazio - 02                 | 06 - Latina                                  | Centro-destra                  |                  | FI-BP-PPE                           |
| Michele Fina                       | Abruzzo               | Abruzzo - 01               | Proporzionale                                | PD-IDP                         |                  | PD-IDP                              |
| Aurora Floridia                    | Veneto                | Veneto - 02                | Proporzionale                                | AVS                            |                  | Misto/AVS (EV)                      |
| Barbara Floridia                   | Sicilia               | Sicilia - 02               | Proporzionale                                | M5S                            |                  | M5S                                 |
| Silvio Franceschelli               | Toscana               | Toscana - 01               | Proporzionale                                | PD-IDP                         |                  | PD-IDP                              |
| Dario Franceschini                 | Campania              | Campania - 01              | Proporzionale                                | PD-IDP                         |                  | PD-IDP                              |
| Silvia Fregolent                   | Emilia-Romagna        | Emilia-Romagna - 01        | Proporzionale                                | Az-IV                          |                  | Az-IV-RE (IV)                       |
| Annamaria Furlan                   | Sicilia               | Sicilia - 01               | Proporzionale                                | PD-IDP                         |                  | PD-IDP (Ind.)                       |
| Massimo Garavaglia                 | Piemonte              | Piemonte - 02              | Proporzionale                                | LSP                            |                  | LSP-PSd'Az                          |
| Maurizio Gasparri                  | Lazio                 | Lazio - 02                 | Proporzionale                                | FI                             |                  | FI-BP-PPE                           |
| Matteo Gelmetti                    | Veneto                | Veneto - 02                | Proporzionale                                | FDI                            |                  | FDI                                 |
| Mariastella Gelmini                | Toscana               | Toscana - 01               | Proporzionale                                | Az-IV                          |                  | Az-IV-RE (Az)                       |
| Antonino Salvatore Germanà         | Sicilia               | Sicilia - 02               | Proporzionale                                | LSP                            |                  | LSP-PSd'Az                          |
| Francesco Giacobbe                 | Estero                | –                          | –                                            | PD-IDP                         |                  | PD-IDP                              |
| Andrea Giorgis                     | Piemonte              | Piemonte - 01              | 01 - Torino                                  | Centro-sinistra                |                  | PD-IDP                              |
| Antonio Guidi                      | Umbria                | Umbria - 01                | Proporzionale                                | FDI                            |                  | CdI-NM (UdC-CI-NcI-IaC)-MAIE (FdI)  |
| Barbara Guidolin                   | Veneto                | Veneto - 02                | Proporzionale                                | M5S                            |                  | M5S                                 |
| Antonio Iannone                    | Campania              | Campania - 02              | 03 - Salerno                                 | Centro-destra                  |                  | FDI                                 |
| Nicola Irto                        | Calabria              | Calabria - 01              | Proporzionale                                | PD-IDP                         |                  | PD-IDP                              |
| Francesca La Marca                 | Estero                | –                          | –                                            | PD-IDP                         |                  | PD-IDP                              |
| Patrizio Giacomo La Pietra         | Toscana               | Toscana - 01               | 03 - Prato                                   | Centro-destra                  |                  | FDI                                 |
| Ignazio La Russa                   | Lombardia             | Lombardia - 02             | 05 - Cologno Monzese                         | Centro-destra                  |                  | FDI                                 |
| Elena Leonardi                     | Marche                | Marche - 01                | 01 - Ascoli Piceno                           | Centro-destra                  |                  | FDI                                 |
| Ettore Licheri                     | Toscana               | Toscana - 01               | Proporzionale                                | M5S                            |                  | M5S                                 |
| Sabrina Licheri                    | Sardegna              | Sardegna - 01              | Proporzionale                                | M5S                            |                  | M5S                                 |
| Guido Quintino Liris               | Abruzzo               | Abruzzo - 01               | 01 - Pescara                                 | Centro-destra                  |                  | FDI                                 |
| Marco Lisei                        | Emilia-Romagna        | Emilia-Romagna - 02        | Proporzionale                                | FDI                            |                  | FDI                                 |
| Marco Lombardo                     | Lombardia             | Lombardia - 02             | Proporzionale                                | Az-IV                          |                  | Az-IV-RE (Az)                       |
| Ada Lopreiato                      | Campania              | Campania - 01              | 04 - Napoli                                  | M5S                            |                  | M5S                                 |
| Pietro Lorefice                    | Sicilia               | Sicilia - 01               | Proporzionale                                | M5S                            |                  | M5S                                 |
| Beatrice Lorenzin                  | Veneto                | Veneto - 02                | Proporzionale                                | PD-IDP                         |                  | PD-IDP                              |
| Alberto Losacco                    | Marche                | Marche - 01                | Proporzionale                                | PD-IDP                         |                  | PD-IDP                              |
| Claudio Lotito                     | Molise                | Molise - 01                | 01 - Campobasso                              | Centro-destra                  |                  | FI-BP-PPE                           |
| Gianpietro Maffoni                 | Lombardia             | Lombardia - 03             | Proporzionale                                | FDI                            |                  | FDI                                 |
| Tino Magni                         | Lombardia             | Lombardia - 02             | Proporzionale                                | AVS                            |                  | Misto/AVS (SI)                      |
| Alessandra Maiorino                | Lazio                 | Lazio - 01                 | Proporzionale                                | M5S                            |                  | M5S                                 |
| Lucio Malan                        | Piemonte              | Piemonte - 01              | Proporzionale                                | FDI                            |                  | FDI                                 |
| Simona Malpezzi                    | Lombardia             | Lombardia - 03             | Proporzionale                                | PD-IDP                         |                  | PD-IDP                              |
| Daniele Manca                      | Emilia-Romagna        | Emilia-Romagna - 02        | Proporzionale                                | PD-IDP                         |                  | PD-IDP                              |
| Paola Mancini                      | Lombardia             | Lombardia - 02             | Proporzionale                                | FDI                            |                  | FDI                                 |
| Paolo Marcheschi                   | Toscana               | Toscana - 01               | Proporzionale                                | FDI                            |                  | FDI                                 |
| Andrea Martella                    | Veneto                | Veneto - 01                | Proporzionale                                | PD-IDP                         |                  | PD-IDP                              |
| Roberto Marti                      | Puglia                | Puglia - 01                | 05 - Lecce                                   | Centro-destra                  |                  | LSP-PSd'Az                          |
| Bruno Marton                       | Lombardia             | Lombardia - 01             | Proporzionale                                | M5S                            |                  | M5S                                 |
| Domenico Matera                    | Campania              | Campania - 02              | Proporzionale                                | FDI                            |                  | FDI                                 |
| Orfeo Mazzella                     | Campania              | Campania - 01              | 06 - Torre del Greco                         | M5S                            |                  | M5S                                 |
| Filippo Melchiorre                 | Puglia                | Puglia - 01                | 03 - Bari                                    | Centro-destra                  |                  | FDI                                 |
| Marco Meloni                       | Sardegna              | Sardegna - 01              | Proporzionale                                | PD-IDP                         |                  | PD-IDP                              |
| Roberto Menia                      | Liguria               | Liguria - 01               | Proporzionale                                | FDI                            |                  | FDI                                 |
| Lavinia Mennuni                    | Lazio                 | Lazio - 01                 | 02 - Roma: Municipio XIV                     | Centro-destra                  |                  | FDI                                 |
| Gianfranco Micciché                | Sicilia               | Sicilia - 01               | Proporzionale                                | FI                             |                  | FI-BP-PPE                           |
| Ester Mieli                        | Lazio                 | Lazio - 01                 | 04 - Roma: Municipio VII                     | Centro-destra                  |                  | FDI                                 |
| Tilde Minasi                       | Calabria              | Calabria - 01              | 02 - Reggio Calabria                         | Centro-destra                  |                  | LSP-PSd'Az                          |
| Franco Mirabelli                   | Lombardia             | Lombardia - 02             | Proporzionale                                | PD-IDP                         |                  | PD-IDP                              |
| Antonio Misiani                    | Lombardia             | Lombardia - 02             | 03 - Milano: NIL 21 - Buenos Aires - Venezia | Centro-sinistra                |                  | PD-IDP                              |
| Mario Monti                        | A vita                | –                          | –                                            | –                              |                  | Misto                               |
| Alessandro Morelli                 | Lombardia             | Lombardia - 02             | Proporzionale                                | LSP                            |                  | LSP-PSd'Az                          |
| Elena Murelli                      | Emilia-Romagna        | Emilia-Romagna - 01        | 01 - Parma                                   | Centro-destra                  |                  | LSP-PSd'Az                          |
| Dafne Musolino                     | Sicilia               | Sicilia - 02               | 06 - Messina                                 | Sud chiama Nord                |                  | Aut (SVP-Patt, Cb, SCN) (ScN)       |
| Nello Musumeci                     | Sicilia               | Sicilia - 02               | 04 - Catania                                 | Centro-destra                  |                  | FDI (#DB)                           |
| Giorgio Napolitano                 | A vita                | –                          | –                                            | –                              |                  | Aut (SVP-Patt, Cb, SCN)             |
| Gaetano Nastri                     | Piemonte              | Piemonte - 02              | 03 - Novara                                  | Centro-destra                  |                  | FDI                                 |
| Gisella Naturale                   | Puglia                | Puglia - 01                | Proporzionale                                | M5S                            |                  | M5S                                 |
| Luigi Nave                         | Campania              | Campania - 01              | Proporzionale                                | M5S                            |                  | M5S                                 |
| Antonio Nicita                     | Sicilia               | Sicilia - 02               | Proporzionale                                | PD-IDP                         |                  | PD-IDP                              |
| Vita Maria Nocco                   | Puglia                | Puglia - 01                | 04 - Taranto                                 | Centro-destra                  |                  | FDI                                 |
| Mario Occhiuto                     | Calabria              | Calabria - 01              | Proporzionale                                | FI                             |                  | FI-BP-PPE                           |
| Fausto Orsomarso                   | Calabria              | Calabria - 01              | Proporzionale                                | FDI                            |                  | FDI                                 |
| Andrea Ostellari                   | Veneto                | Veneto - 02                | Proporzionale                                | LSP                            |                  | LSP-PSd'Az                          |
| Andrea Paganella                   | Lazio                 | Lazio - 02                 | Proporzionale                                | LSP                            |                  | LSP-PSd'Az                          |
| Raffaella Paita                    | Lazio                 | Lazio - 01                 | Proporzionale                                | Az-IV                          |                  | Az-IV-RE (IV)                       |
| Adriano Paroli                     | Lombardia             | Lombardia - 01             | Proporzionale                                | FI                             |                  | FI-BP-PPE                           |
| Dario Parrini                      | Toscana               | Toscana - 01               | Proporzionale                                | PD-IDP                         |                  | PD-IDP                              |
| Pietro Patton                      | Trentino-Alto Adige   | –                          | 01 - Trento                                  | CB - +E - AVS - PD-IDP - Az-IV |                  | Aut (SVP-Patt, Cb, SCN) (Cb)        |
| Stefano Patuanelli                 | Lazio                 | Lazio - 02                 | Proporzionale                                | M5S                            |                  | M5S                                 |
| Marcello Pera                      | Sardegna              | Sardegna - 01              | 02 - Sassari                                 | Centro-destra                  |                  | FDI                                 |
| Giovanna Petrenga                  | Campania              | Campania - 02              | 01 - Caserta                                 | Centro-destra                  |                  | CdI-NM (UdC-CI-NcI-IaC)-MAIE (FdI)  |
| Simona Petrucci                    | Toscana               | Toscana - 01               | 01 - Arezzo                                  | Centro-destra                  |                  | FDI                                 |
| Renzo Piano                        | A vita                | –                          | –                                            | –                              |                  | Misto                               |
| Luca Pirondini                     | Liguria               | Liguria - 01               | Proporzionale                                | M5S                            |                  | M5S                                 |
| Daisy Pirovano                     | Lombardia             | Lombardia - 03             | 07 - Bergamo                                 | Centro-destra                  |                  | LSP-PSd'Az                          |
| Elisa Pirro                        | Piemonte              | Piemonte - 01              | Proporzionale                                | M5S                            |                  | M5S                                 |
| Salvo Pogliese                     | Sicilia               | Sicilia - 02               | Proporzionale                                | FDI                            |                  | FDI                                 |
| Manfredi Potenti                   | Toscana               | Toscana - 01               | 02 - Livorno                                 | Centro-destra                  |                  | LSP-PSd'Az                          |
| Stefania Pucciarelli               | Liguria               | Liguria - 01               | 02 - La Spezia                               | Centro-destra                  |                  | LSP-PSd'Az                          |
| Vincenza Rando                     | Emilia-Romagna        | Emilia-Romagna - 01        | 02 - Modena                                  | Centro-sinistra                |                  | PD-IDP                              |
| Ernesto Rapani                     | Calabria              | Calabria - 01              | 01 - Corigliano-Rossano                      | Centro-destra                  |                  | FDI                                 |
| Sergio Rastrelli                   | Campania              | Campania - 01              | Proporzionale                                | FDI                            |                  | FDI                                 |
| Isabella Rauti                     | Lombardia             | Lombardia - 02             | 04 - Sesto San Giovanni                      | Centro-destra                  |                  | FDI                                 |
| Matteo Renzi                       | Campania              | Campania - 01              | Proporzionale                                | Az-IV                          |                  | Az-IV-RE (IV)                       |
| Tatjana Rojc                       | Friuli-Venezia Giulia | Friuli-Venezia Giulia - 01 | Proporzionale                                | PD-IDP                         |                  | PD-IDP                              |
| Massimiliano Romeo                 | Lombardia             | Lombardia - 01             | 01 - Varese                                  | Centro-destra                  |                  | LSP-PSd'Az                          |
| Licia Ronzulli                     | Lombardia             | Lombardia - 01             | 02 - Como                                    | Centro-destra                  |                  | FI-BP-PPE                           |
| Gianni Rosa                        | Basilicata            | Basilicata - 01            | Proporzionale                                | FDI                            |                  | FDI                                 |
| Roberto Rosso                      | Piemonte              | Piemonte - 02              | Proporzionale                                | FI                             |                  | FI-BP-PPE                           |
| Anna Rossomando                    | Piemonte              | Piemonte - 01              | Proporzionale                                | PD-IDP                         |                  | PD-IDP                              |
| Carlo Rubbia                       | A vita                | –                          | –                                            | –                              |                  | Nessuno                             |
| Raoul Russo                        | Sicilia               | Sicilia - 01               | 02 - Marsala                                 | Centro-destra                  |                  | FDI                                 |
| Salvo Sallemi                      | Sicilia               | Sicilia - 02               | 05 - Siracusa                                | Centro-destra                  |                  | FDI                                 |
| Matteo Salvini                     | Puglia                | Puglia - 01                | Proporzionale                                | LSP                            |                  | LSP-PSd'Az                          |
| Giorgio Salvitti                   | Piemonte              | Piemonte - 02              | Proporzionale                                | FDI                            |                  | CdI-NM (UdC-CI-NcI-IaC)-MAIE (FdI)  |
| Daniela Santanchè                  | Lombardia             | Lombardia - 03             | 11 - Cremona                                 | Centro-destra                  |                  | FDI                                 |
| Giovanni Satta                     | Sardegna              | Sardegna - 01              | Proporzionale                                | FDI                            |                  | FDI                                 |
| Daniela Sbrollini                  | Veneto                | Veneto - 02                | Proporzionale                                | Az-IV                          |                  | Az-IV-RE (IV)                       |
| Ivan Scalfarotto                   | Piemonte              | Piemonte - 02              | Proporzionale                                | Az-IV                          |                  | Az-IV-RE (IV)                       |
| Roberto Scarpinato                 | Calabria              | Calabria - 01              | Proporzionale                                | M5S                            |                  | M5S                                 |
| Marco Scurria                      | Lazio                 | Lazio - 01                 | Proporzionale                                | FDI                            |                  | FDI                                 |
| Liliana Segre                      | A vita                | –                          | –                                            | –                              |                  | Misto                               |
| Etelwardo Sigismondi               | Abruzzo               | Abruzzo - 01               | Proporzionale                                | FDI                            |                  | FDI                                 |
| Francesco Silvestro                | Campania              | Campania - 01              | Proporzionale                                | FI                             |                  | FI-BP-PPE                           |
| Marco Silvestroni                  | Lazio                 | Lazio - 02                 | 05 - Guidonia Montecelio                     | Centro-destra                  |                  | FDI                                 |
| Elena Sironi                       | Lombardia             | Lombardia - 02             | Proporzionale                                | M5S                            |                  | M5S                                 |
| Sandro Sisler                      | Lombardia             | Lombardia - 02             | Proporzionale                                | FDI                            |                  | FDI                                 |
| Francesco Paolo Sisto              | Puglia                | Puglia - 01                | 02 - Andria                                  | Centro-destra                  |                  | FI-BP-PPE                           |
| Luigi Spagnolli                    | Trentino-Alto Adige   | –                          | 04 - Bolzano                                 | PD-IDP - AVS - +Europa         |                  | Aut (SVP-Patt, Cb, SCN) (PD)        |
| Nicoletta Spelgatti                | Valle d'Aosta         | –                          | –                                            | Centro-destra (FI-FDI-NM-LSP)  |                  | LSP-PSd'Az                          |
| Raffaele Speranzon                 | Veneto                | Veneto - 01                | 01 - Venezia                                 | Centro-destra                  |                  | FDI                                 |
| Domenica Spinelli                  | Emilia-Romagna        | Emilia-Romagna - 02        | Proporzionale                                | FDI                            |                  | FDI                                 |
| Erika Stefani                      | Veneto                | Veneto - 01                | Proporzionale                                | LSP                            |                  | LSP-PSd'Az                          |
| Giulio Terzi di Sant'Agata         | Lombardia             | Lombardia - 03             | 09 - Treviglio                               | Centro-destra                  |                  | FDI                                 |
| Elena Testor                       | Trentino-Alto Adige   | –                          | 03 - Pergine Valsugana                       | Centro-destra (FDI-FI-NM-LSP)  |                  | LSP-PSd'Az (AF)                     |
| Paolo Tosato                       | Veneto                | Veneto - 02                | 05 - Verona                                  | Centro-destra                  |                  | LSP-PSd'Az                          |
| Antonio Salvatore Trevisi          | Puglia                | Puglia - 01                | Proporzionale                                | M5S                            |                  | M5S                                 |
| Francesca Tubetti                  | Friuli-Venezia Giulia | Friuli-Venezia Giulia - 01 | Proporzionale                                | FDI                            |                  | FDI                                 |
| Mario Turco                        | Basilicata            | Basilicata - 01            | Proporzionale                                | M5S                            |                  | M5S                                 |
| Juliane Unterberger                | Trentino-Alto Adige   | –                          | 05 - Merano                                  | SVP-PATT                       |                  | Aut (SVP-Patt, Cb, SCN) (SVP)       |
| Adolfo Urso                        | Veneto                | Veneto - 02                | Proporzionale                                | FDI                            |                  | FDI                                 |
| Valeria Valente                    | Puglia                | Puglia - 01                | Proporzionale                                | PD-IDP                         |                  | PD-IDP                              |
| Francesco Verducci                 | Piemonte              | Piemonte - 01              | Proporzionale                                | PD-IDP                         |                  | PD-IDP                              |
| Walter Verini                      | Umbria                | Umbria - 01                | Proporzionale                                | PD-IDP                         |                  | PD-IDP                              |
| Giusy Versace                      | Lombardia             | Lombardia - 01             | Proporzionale                                | Az-IV                          |                  | Az-IV-RE (Az)                       |
| Francesco Zaffini                  | Umbria                | Umbria - 01                | 01 - Perugia                                 | Centro-destra                  |                  | FDI                                 |
| Ylenia Zambito                     | Toscana               | Toscana - 01               | Proporzionale                                | PD-IDP                         |                  | PD-IDP                              |
| Sandra Zampa                       | Emilia-Romagna        | Emilia-Romagna - 02        | Proporzionale                                | PD-IDP                         |                  | PD-IDP                              |
| Pierantonio Zanettin               | Veneto                | Veneto - 02                | Proporzionale                                | FI                             |                  | FI-BP-PPE                           |
| Paolo Zangrillo                    | Piemonte              | Piemonte - 02              | 04 - Alessandria                             | Centro-destra                  |                  | FI-BP-PPE                           |
| Antonella Zedda                    | Sardegna              | Sardegna - 01              | 01 - Cagliari                                | Centro-destra                  |                  | FDI                                 |
| Ignazio Zullo                      | Puglia                | Puglia - 01                | Proporzionale                                | FDI                            |                  | FDI                                 |

## Modifiche intervenute

### Modifiche intervenute nella composizione dell'assemblea
| Uscente             | Entrante          | Data cessazione   | Data subentro   | Gruppo subentrante | Causa cessazione                                                                                 |
| ------------------- | ----------------- | ----------------- | --------------- | ------------------ | ------------------------------------------------------------------------------------------------ |
| Gianfranco Micciché | Daniela Ternullo  | 18 gennaio 2023   | 18 gennaio 2023 | FI-BP-PPE          | Dimissioni (incompatibilità con la carica di deputato dell'Assemblea regionale siciliana)        |
| Bruno Astorre       | Filippo Sensi     | 3 marzo 2023      | 21 marzo 2023   | PD-IDP             | Decesso                                                                                          |
| Andrea Augello      | Cinzia Pellegrino | 28 aprile 2023    | 9 maggio 2023   | FdI                | Decesso                                                                                          |
| Carlo Cottarelli    | Cristina Tajani   | 31 maggio 2023    | 31 maggio 2023  | PD-IDP             | Dimissioni                                                                                       |
| Silvio Berlusconi   | Adriano Galliani  | 12 giugno 2023    | 23 ottobre 2023 | FI-BP-PPE          | Decesso (sostituzione dopo le elezioni suppletive nel collegio uninominale Lombardia 06 - Monza) |
| Giorgio Napolitano  | –                 | 22 settembre 2023 | A vita          | –                  | Decesso                                                                                          |
| Francesco Castiello | Felicia Gaudiano  | 31 dicembre 2024  | 8 gennaio 2025  | M5S                | Decesso                                                                                          |

### Modifiche intervenute nella composizione dei gruppi

#### Fratelli d'Italia
- In data 28.04.2023 la consistenza del gruppo diminuisce di un'unità per il decesso di Andrea Augello. In data 09.05.2023 la consistenza del gruppo aumenta di un'unità per l'adesione di Cinzia Pellegrino, subentrante ad Augello.

#### Partito Democratico - Italia Democratica e Progressista
- In data 03.03.2023 la consistenza del gruppo diminuisce di un'unità per il decesso di Bruno Astorre. In data 21.03.2023 la consistenza del gruppo aumenta di un'unità per l'adesione di Filippo Sensi, subentrante ad Astorre.
- In data 26.04.2023 lascia il gruppo Enrico Borghi, che aderisce al gruppo Az-IV-RE.
- In data 07.03.2025 lascia il gruppo Annamaria Furlan, che aderisce al gruppo IV-C-RE.

#### Lega per Salvini Premier
- Nessuna modifica intervenuta.

#### Movimento 5 Stelle
- In data 08.02.2024 lascia il gruppo il senatore Raffaele De Rosa; il 21.02.2024 aderisce al gruppo FI-BP-PPE.
- In data 06.08.2024 lascia il gruppo il senatore Antonio Salvatore Trevisi, che il giorno seguente aderisce al gruppo FI-BP-PPE.
- In data 31.12.2024 la consistenza del gruppo diminuisce di un'unità per il decesso di Francesco Castiello. In data 08.01.2025 la consistentza del gruppo aumenta di un'unità per l'adesione di Felicia Gaudiano, subentrante a Castiello.

#### Forza Italia - Berlusconi Presidente
- In data 19.10.2022 assume la denominazione Forza Italia - Berlusconi Presidente - PPE.
- In data 18.01.2023 cessa dal mandato parlamentare il senatore Gianfranco Micciché. Lo stesso giorno gli subentra Daniela Ternullo.
- In data 12.06.2023 la consistenza del gruppo diminuisce di un'unità per il decesso di Silvio Berlusconi; il 23 ottobre viene eletto Adriano Galliani a seguito di elezione suppletiva nel collegio di Monza.
- In data 21.02.2024 aderisce al gruppo Raffaele De Rosa, che aveva lasciato in data 08.02.2024 il gruppo M5S.
- In data 07.08.2024 aderisce al gruppo il senatore Antonio Salvatore Trevisi, che il giorno precedente aveva lasciato il gruppo M5S.

#### Italia Viva - Il Centro - Renew Europe
- Il gruppo si costituisce a inizio legislatura con la denominazione Azione - Italia Viva - Renew Europe.
- In data 26.04.2023 aderisce al gruppo Enrico Borghi, proveniente dal gruppo PD-IDP.
- In data 05.10.2023 aderisce al gruppo Dafne Musolino, proveniente dal gruppo Aut (SVP-Patt, Cb, SCN).
- In data 08.11.2023 lasciano il gruppo Carlo Calenda, Mariastella Gelmini, Marco Lombardo e Giusy Versace, aderendo al gruppo misto/Az.
- In data 09.11.2023 assume la denominazione di Italia Viva - Il Centro - Renew Europe.
- In data 07.03.2025 aderisce al gruppo Annamaria Furlan, proveniente dal gruppo PD-IDP.

#### Per le Autonomie (SVP-Patt, Campobase)
- Ad inizio legislatura aderiscono 7 senatori, di cui 5 di origine elettiva e 2 a vita. Dei 5 senatori di origine elettiva, 2 sono eletti nella lista SVP-PATT (Meinhard Durnwalder e Juliane Unterberger); 2 nella coalizione di centro-sinistra (Pietro Patton e Luigi Spagnolli); 1 nella lista Sud chiama Nord (Dafne Musolino). I 2 senatori a vita sono Elena Cattaneo e Giorgio Napolitano. Il gruppo si costituisce con la denominazione Per le Autonomie (SVP-Patt, Campobase, Sud chiama Nord).
- In data 09.11.2022 aderisce al gruppo il senatore a vita Carlo Rubbia.
- In data 22.09.2023 la consistenza del gruppo diminuisce di un'unità per il decesso di Giorgio Napolitano.
- In data 05.10.2023 lascia il gruppo Dafne Musolino, che aderisce al gruppo Az-IV-RE.
- In data 07.11.2023 assume la denominazione Per le Autonomie (SVP-Patt, Campobase).

#### Civici d'Italia-UDC-Noi Moderati (Noi con l'Italia, Coraggio Italia, Italia al Centro)-MAIE-Centro Popolare
- Ad inizio legislatura aderiscono 6 senatori: 1 dell'Unione di Centro (Antonio De Poli); 1 di Coraggio Italia (Michaela Biancofiore); 1 del MAIE (Mario Borghese); 3 di Fratelli d'Italia (Antonio Guidi e Giorgio Salvitti, eletti nelle liste di FDI, nonché Giovanna Petrenga, eletta all'uninominale nella coalizione di centro-destra). Il gruppo si costituisce con la denominazione Civici d'Italia - Noi Moderati (UDC - Coraggio Italia - Noi con l'Italia - Italia al Centro) - MAIE.
- In data 30.10.2024 il gruppo assume la denominazione Civici d'Italia-UDC-Noi Moderati (Noi con l'Italia, Coraggio Italia, Italia al Centro)-MAIE-Centro Popolare.
- In data 30.10.2024 aderisce al gruppo la senatrice Mariastella Gelmini, proveniente dal gruppo misto-NI.
- In data 27.11.2024 aderisce al gruppo la senatrice Giusy Versace, proveniente dal gruppo misto-NI.

#### Gruppo misto

##### Alleanza Verdi e Sinistra
- Nessuna modifica intervenuta.

##### Azione-Renew Europe
- La componente si costituisce in data 09.11.2023. Ad essa aderiscono i senatori Carlo Calenda, Mariastella Gelmini, Marco Lombardo e Giusy Versace, provenienti dal gruppo Az-IV-RE. La componente si costituisce con la denominazione Azione (Az).
- In data 13.11.2023 viene rinominata Azione-Renew Europe (Az-RE).
- In data 17.09.2024 le senatrici Mariastella Gelmini e Giusy Versace abbandonano la componente.

##### Non iscritti ad alcuna componente
- Ad inizio legislatura risultano fra i non iscritti i senatori a vita Mario Monti, Renzo Piano e Liliana Segre.
- In data 17.09.2024 le senatrici Mariastella Gelmini e Giusy Versace abbandonano la componente Az-RE.
- In data 30.10.2024 lascia il gruppo la senatrice Mariastella Gelmini, che aderisce al gruppo Cd'I-UDC-NM(NcI, CI, IaC)-MAIE-CP.
- In data 27.11.2024 lascia il gruppo la senatrice Giusy Versace, che aderisce al gruppo Cd'I-UDC-NM(NcI, CI, IaC)-MAIE-CP.

## Organizzazione interna ai gruppi
| Presidente                                                                                                  | Vicepresidenti | Segretari                                                                        | Tesorieri                                                                |
| Fratelli d'Italia                                                                                           | Fratelli d'Italia | Fratelli d'Italia                                                                | Fratelli d'Italia                                                        |
| --- | --- | -------------------------------------------------------------------------------- | ------------------------------------------------------------------------ |
| - Lucio Malan (dal 09.11.2022) - Luca Ciriani (fino al 09.11.2022)                                          | - Salvatore Sallemi (dal 09.11.2022) - Antonella Zedda (dal 09.11.2022) - Lucio Malan (fino al 09.11.2022) Vicepresidente vicario: - Raffaele Speranzon (dal 09.11.2022) - Isabella Rauti (fino al 09.11.2022) | –                                                                                | - Antonio Iannone                                                        |
| Partito Democratico - Italia Democratica e Progressista                                                     | |                                                                                  |                                                                          |
| - Francesco Boccia (dal 27.03.2023) - Simona Malpezzi (fino al 27.03.2023)                                  | - Beatrice Lorenzin - Franco Mirabelli - Antonio Nicita (dal 06.06.2023) Vicepresidente vicario: - Alfredo Bazoli (dal 06.06.2023) - Alessandro Alfieri (fino al 05.06.2023)                                   | - Lorenzo Basso - Cecilia D'Elia - Sandra Zampa Segretario d'aula: - Nicola Irto | - Ylenia Zambito (dal 06.06.2023) - Antonio Misiani (fino al 05.06.2023) |
| Lega per Salvini Premier - Partito Sardo d'Azione                                                           | |                                                                                  |                                                                          |
| - Massimiliano Romeo                                                                                        | - Antonino Germanà Vicepresidente vicario: - Mara Bizzotto | –                                                                                | - Stefano Borghesi                                                       |
| Movimento 5 Stelle                                                                                          | |                                                                                  |                                                                          |
| - Stefano Patuanelli (dal 18.04.2023) - Barbara Floridia (fino al 17.04.2023)                               | Vicepresidente vicario: - Alessandra Maiorino | - Gabriella Di Girolamo - Luigi Nave                                             | - Elisa Pirro                                                            |
| Forza Italia - Berlusconi Presidente - PPE                                                                  | |                                                                                  |                                                                          |
| - Maurizio Gasparri (dal 23.11.2023) - Licia Ronzulli (fino al 23.11.2023)                                  | Vicepresidente vicario: - Adriano Paroli | –                                                                                | - Alberto Barachini                                                      |
| Italia Viva - Il Centro - Renew Europe                                                                      | |                                                                                  |                                                                          |
| - Enrico Borghi (dal 27.07.2023) - Raffaella Paita (fino al 27.07.2023)                                     | - Mariastella Gelmini (fino al 08.11.2023) | - Silvia Fregolent - Marco Lombardo (fino al 08.11.2023)                         | - Ivan Scalfarotto                                                       |
| Per le Autonomie (SVP-PATT, Campobase)                                                                      | |                                                                                  |                                                                          |
| - Juliane Unterberger                                                                                       | - Dafne Musolino (fino al 04.10.2023) Vicepresidente vicario: - Luigi Spagnolli | –                                                                                | - Pietro Patton                                                          |
| Civici d'Italia-UDC-Noi Moderati (Noi con l'Italia, Coraggio Italia, Italia al Centro)-MAIE-Centro Popolare | |                                                                                  |                                                                          |
| - Michaela Biancofiore (dal 29.03.2023) - Antonio De Poli (fino al 29.03.2023)                              | - Antonio De Poli (dal 29.03.2023) - Giorgio Salvitti | - Giovanna Petrenga                                                              | - Mario Borghese                                                         |
| Misto | |                                                                                  |                                                                          |
| - Giuseppe De Cristofaro                                                                                    | - Aurora Floridia | –                                                                                | - Tino Magni                                                             |